# YouTube Rewind
YouTube Rewind — серия видеороликов, произведенных, созданных и загруженных на YouTube на официальный канал. Это видеообзор самых популярных видео на YouTube за последний год. Каждый год число знаменитостей на YouTube Rewind увеличивается. Последний выпуск был опубликован 5 декабря 2019 года.

## Видео
Первое видео было загружено в 2010 году на канал YouTube Spotlight, который был создан 12 декабря 2010 года. Официальный канал загрузил то же видео на следующий день, впоследствии больше всего просмотров в видео набирают Antoine Dodson с клипом «Bed Intruder» и Gregory Brothers (они появились в самом начале видео YouTube Rewind 2010).
В YouTube Rewind 2011 Ребекка Блэк появилась в видео с клипом «Friday», её клип был показан самым первым.
В 2012 году появились такие звезды, как: PSY c клипом «Gangnam Style» и Карли Рэй Джепсен с клипом «Call Me Maybe», они легли в основу ежегодного видео. В отличие от предыдущих выпусков, YouTube позвал в качестве гостя PSY.
В 2013 году основным мотивом видео стала песня Ylvis «The Fox». Также прозвучали и другие композиции: Робин Тик «Blurred Lines», Майли Сайрус «We Can’t Stop» и «Wrecking Ball», PSY «Gentleman» (но позже был убран из видео из-за того, что Gentleman был запрещён в Корее и YouTube не хотел, чтобы видео было заблокировано), Леди Гага «Applause», Кэти Перри «Roar». Были также показаны: финал сериала «Во все тяжкие», «Harlem Shake», Macklemore & Ryan Lewis с альбомом The Heist. Само видео было посвящено умершей в этом году девушке-блогеру Талии Кастеллано.
9 декабря 2014 года официальный канал YouTube Spotlight выпустил YouTube Rewind, в который вошли такие песни, как «Turn Down for What», «Bang Bang», «Happy», «#Selfie», «Anaconda», «Dark Horse», «Fancy», «All About That Bass», «Let It Go» и «Shake It Off». Были включены такие люди, как Stephen Colbert, Jimmy Kimmel, John Oliver, Chris Hardwick, Conchita Wurst, и Conan O’Brien. YouTubers включая Пьюдипая, danisnotonfire, AmazingPhil, Connor Franta, iJustine, Tyler Oakley, Bethany Mota, HolaSoyGermán, Smosh, iiSuperwomanii и Kid President. В общей сложности, более 120 популярных каналов на YouTube.
9 декабря 2015 года официальный канал YouTube Spotlight выпустил YouTube Rewind: 2015, в общей сложности в видео было показано более 129 популярных каналов.
YouTube Rewind 2018: Everyone Controls Rewind, выпущенный в 6 декабря 2018 года, стал самым задизлайканым роликом на YouTube, 17 млн дизлайков по состоянию на январь 2020 года, обогнав клип Джастина Бибера «Baby» при 11 млн дизлайков.
5 декабря 2019 года был представлен YouTube Rewind 2019: For the Record, где был собран топ 10 видео/каналов по различным тематикам.
В 2020 году YouTube Rewind был отменен из-за пандемии коронавируса.

### Статистика
| Видео                                         | Дата загрузки   | Количество просмотров |
| --------------------------------------------- | --------------- | --------------------- |
| YouTube Rewind 2010: Year in Review           | 13 декабря 2010 | 6,7 млн               |
| YouTube Rewind 2011                           | 20 декабря 2011 | 12 млн                |
| Rewind YouTube Style 2012                     | 18 декабря 2012 | 194 млн               |
| YouTube Rewind: What Does 2013 Say?           | 11 декабря 2013 | 136 млн               |
| YouTube Rewind: Turn Down for 2014            | 9 декабря 2014  | 134 млн               |
| YouTube Rewind: Now Watch Me 2015             | 9 декабря 2015  | 154 млн               |
| YouTube Rewind: The Ultimate 2016 Challenge   | 7 декабря 2016  | 240 млн               |
| YouTube Rewind: The Shape of 2017             | 6 декабря 2017  | 232 млн               |
| YouTube Rewind 2018: Everyone Controls Rewind | 6 декабря 2018  | 217 млн               |
| YouTube Rewind 2019: For the Record           | 5 декабря 2019  | 115 млн               |